# Бриџпорт (Њујорк)
Бриџпорт (енгл. Bridgeport) насељено је место без административног статуса у америчкој савезној држави Њујорк.

## Демографија
По попису из 2010. године број становника је 1.490, што је 175 (-10,5%) становника мање него 2000. године.
| Група             | 2000.         | 2010.         |
| Белци             | 1.598 (96,0%) | 1.407 (94,4%) |
| Афроамериканци    | 20 (1,2%)     | 20 (1,3%)     |
| Азијати           | 7 (0,4%)      | 12 (0,8%)     |
| Хиспаноамериканци | 6 (0,4%)      | 16 (1,1%)     |
| Укупно            | 1.665         | 1.490         |